# ファミソン8BIT SP〜ゲームソング編
『ファミソン8BIT SP〜ゲームソング編』（ファミソンはちビット エスピー ゲームソングへん）は、高橋名人と桃井はるこのカバーアルバム。ゲームミュージックと関連楽曲をファミソンの特徴であるチップチューンで編曲し歌ったもので、2014年3月26日に5pb.Recordsから発売された。

## 概要
高橋名人の歌唱力を高く評価する桃井はるこの「名人の歌を高音質でCDに」収めたいという強い願いでつくられた。
これまでのファミソン8bitシリーズは、ファミコン（とディスクシステム）の音源のみを用いて編曲が為されていたが、今作ではPCエンジン版卒業 〜Graduation〜の冒頭主題歌である「卒業攻略法」はPCエンジンの音源を、「君は人のためにレンタヒーローになれるか?」はメガドライブのそれをといった具合に作品の出所に合わせて音源の多様化が図られ、また内三曲は音楽家（キーボード：小川文明、ドラムス：佐藤強一、ギター：末原康志、ベース：高橋竜）による演奏とチップチューンが組み合わされている。
カバーされた曲は、高橋名人が活躍した1980年代のファミコンの楽曲から、2009年の『STEINS;GATE』にまでわたっており、またアニメーションが先行してゲームが後に発売された「Bugってハニー」や歌謡曲調の「愛はメリーゴーランド」、アイドル歌謡調の「瞳のナイフ」「消えたプリンセス 」など、ゲーム関連の曲が多く採用された。
高橋名人はこういった8bit音は子供の頃にゲームを通してそれに触れた人たちのDNAに刻み込まれていて、触れると「気になる音」になっているといい、また、ゲーム供給媒体がCDになって以降、音源チップを介さない音楽を用いることが可能になったが、「PSGだったり三和音とか8BIT SOUNDが入ってくると、「格」が違う」と語り、原点に戻る「ずっと生き続けている音」とチップチューンを高く評価している。
表紙の撮影は民家風のスタジオを借りて行われ、1980年代中盤の「それまでの伝承遊びとTVゲームという新しい遊びが混じり合う瞬間の雰囲気」を出したもので、当時の日本の多世代世帯が住む床の間のある和風の部屋にカセットデッキ、プラモデル、ファミコンカセットから置き時計やうちわ、模造刀など無数の当時の物がちりばめられており、虫眼鏡で拡大してひとつひとつ見てもらいたいと名人は触れている。

## 解説
「Bugってハニー」、「愛はメリーゴーランド」は高橋名人のセルフカヴァー。「Bugってハニーは（歌手として）三曲目ぐらいで思ったようにできなかったこともあり、録り直してみたかった」という名人の要望で選ばれた。「愛はメリーゴーランド」は桃井とのデュエットだが、別録りされることの多いそれにもかかわらず合唱で録音され、そのため曲の引きにはなごやかな笑い声などが入っている。
「卒業攻略法」は原曲では登場人物を担当した声優五人（鶴ひろみ・久川綾・冬馬由美・金丸日向子・嶋方淳子）が合唱し、様々なセリフ・合いの手を入れている曲であったが、声優でもある桃井が五人それぞれの特徴を捉えて再現したもの。また最後の教師の呆れた声は名人が担当している。
特撮ヒーロー物調の「君は人のためにレンタヒーローになれるか?」は、元のメガドライブ版時点では曲だけで、ファイターズメガミックスで歌詞が追加されたもののカヴァー。
「忍者じゃじゃ丸くん〜the memories〜」と北海道連鎖殺人 オホーツクに消ゆの「エンディングテーマ〜新たなる旅立ち」は元々歌詞のない曲であったが、桃井により新たに作詞されたもの。名人が弾けて歌ったという忍者じゃじゃ丸くんは、名人が「じゃじゃまるくんの会社の社長が知り合いなので、絶対に許諾はくれる」と見切り発車で先に歌詞を付けて歌ったもので、桃井によると後者には秘密が隠してあるという。

## 収録曲
★＝高橋名人 ☆＝桃井はるこ　※太字部分は新規編曲・作詞
- 01．★Bugってハニー 8BIT Mix（テレビアニメ『Bugってハニー』オープニングテーマ）

作詞：岡かすみ 作曲：小林亜星 編曲：小林和博
- 02．★☆愛はメリーゴーランド 8BIT Mix（テレビアニメ『Bugってハニー』初代エンディングテーマ）

作詞：岡かすみ 作曲：小林亜星 編曲：細江慎治
- 03．☆卒業攻略法 WAVE Engine Mix（PCエンジン『卒業 〜Graduation〜』オープニングテーマ）

作詞：六月十三 作曲：岩重徳行 編曲：山上毅
- 04．★君は人のためにレンタヒーローになれるか? FM Drive Mix（メガドライブ『レンタヒーロー』、セガサターン『ファイターズメガミックス』より）

作詞：蟻川とんぼ 作曲：Hiro 編曲：安井洋介
- 05．☆瞳のナイフ 8BIT Mix（ファミコン『ウルティマ　恐怖のエクソダス』イメージソング）

作詞：秋元康 作曲：後藤次利 編曲：山上毅
- 06．☆消えたプリンセス 8BIT Mix（ファミコンディスクシステム『消えたプリンセス』主題歌）

作詞：三浦徳子 作曲：戸田誠司 編曲：安井洋介
- 07．★忍者じゃじゃ丸くん〜the memories〜 8BIT Studio Session（ファミコン『忍者じゃじゃ丸くん』より）

作詞：桃井はるこ 作曲：JALECO 編曲：Suzy Cream with Yasushi Suehara
- 08．☆エンディングテーマ〜新たなる旅立ち 8BIT Studio Session（ファミコン『北海道連鎖殺人 オホーツクに消ゆ』より）

作詞：桃井はるこ 作曲：上野利幸 編曲：Suzy Cream with Yasushi Suehara
- 09．★LOVE TOGETHER 8BIT Studio Session（テレビアニメ『パラッパラッパー』オープニングテーマ）

作詞・作曲：西寺郷太 編曲：Suzy Cream with Yasushi Suehara
- 10．☆スカイクラッドの観測者 8BIT Mix（Xbox 360『STEINS;GATE』オープニングテーマ）

作詞・作曲：志倉千代丸 編曲：Chibi-Tech
- 11．Bugってハニー 8BIT Mix（instrumental）
- 12．愛はメリーゴーランド 8BIT Mix（instrumental）
- 13．卒業攻略法 WAVE Engine Mix（instrumental)
- 14．君は人のためにレンタヒーローになれるか? FM Drive Mix （instrumental)
- 15．瞳のナイフ 8BIT Mix（instrumental）
- 16．消えたプリンセス 8BIT Mix（instrumental）
- 17．忍者じゃじゃ丸くん〜the memories〜 8BIT Studio Session（instrumental)
- 18．エンディングテーマ〜新たなる旅立ち 8BIT Studio Session（instrumental)
- 19．LOVE TOGETHER （instrumental)
- 20．スカイクラッドの観測者 8BIT Mix（instrumental）